# Легуве, Эрнест
Габриэ́ль Жан-Бати́ст Вильфри́д Эрне́ст Легуве́ (фр. Gabriel Jean-Baptiste Ernest Wilfrid Legouvé; 14 февраля 1807, Париж — 14 марта 1903) — французский прозаик и драматург, член Французской академии (1855).

## Биография
Сын поэта и драматурга Г. М. Легуве. Вступил на литературное поприще как поэт (1829) поэмой «La Découverte de l’Imprimerie».
В своих публичных лекциях Легуве затрагивал не только литературные, но и разные другие вопросы — о влиянии женщин на семейную и общественную жизнь, о декламации, даже о фехтовальном искусстве, в котором Легуве достиг мастерства.
Написал ещё несколько романов (более известный из них — «Edith de Falsen»), «Histoire morale des femmes», любопытные автобиографические записки, под заглавием «Soixante ans de souvenirs» (2 изд., 1888), «Les Morts bizarres» (1832), «La Croix d’honneur et les comediens» (1863), «La Femme en France au xixe siècle», «Les Pères et les Enfants au xixe siècle», «Histoire de ma maison» (1690) и др.
В своих мемуарах рассказывает о своих современниках-драматургах К. Делавине , Л. Ж. Н. Лемерсье, Э. Скрибе, певице М. Малибран, актрисе Э. Рашель и др.

## Пьесы
- драма «Луиза де Линьероль» (фр. Louise de Lignerolles; совм. с П. Дино; 1838; «Комеди Франсез»)
- трагедия «Медея» (фр. Médée; 1855) — премьера в Париже при участии А. Ристори
- «По праву победы» (1855; «Комеди Франсез»)
- «Памфлет» фр. Le Pamphlet; 1857; «Комеди Франсез»)

### В соавторстве с Э. Скрибом
- «Адриенна Лекуврер» (фр. Adrienne Lecouvreur; 1849)
- «Сказки королевы Наваррской» (фр. Les Contes de la reine de Navarre; 1850)
- «Дамская война» (фр. Bataille de dames; 1851; все — в «Комеди Франсез»)